# Pseudonym
 "Alias" omdirigeres hertil. For andre betydninger af Alias, se Alias (flertydig).
Et pseudonym (fra græsk, ψευδώνυμο, psewdónimo "falsk navn") eller et alias (fra latin alius "en anden") eller nom de guerreer (fransk "krigsnavn") et fiktivt navn, der af forskellige årsager anvendes i stedet for det faktiske. Pseudonymer kaldes også et påtaget forfatternavn/kunstnernavn.
Alias betyder "også kendt som": Villiam Christian Walter alias H C Andersen.

## Anvendelse af pseudonymer
Forfattere kan bruge pseudonymer af mange årsager:
- Lyst til at eksperimentere med en ny genre, hvor forfatteren ønsker at undgå at få tidligere udgivelser associeret med deres nye værk. Som eksempel skrev Svend Åge Madsen sammen med Lise Madsen under pseudonymet Marianne Kainsdatter.
- For at undgå overeksponering. Hvis en forfatter har fået trykt mange noveller samme sted, kan han eller hun undgå, at læserne opdager det.
- Kvindelige forfattere har gennem tiden anvendt mandenavne for at sikre sig, at deres arbejde blev taget alvorligt. Eksempelvis skrev Mary Ann Evans under pseudonymet George Eliot og Karen Blixen under navnet Isak Dinesen.
- I første del af 1900-tallet udkom flere serier af pigebøger, hvor der på omslaget stod et kvindeligt forfatternavn. Men der var tale om et pseudonym. Det gjaldt eksempelvis de 58 bøger i Puk-serien, som udkom i perioden 1952-64. Deres forfatter, Lisbeth Werner fandtes ikke. Puk-bøgerne var nemlig skrevet af de samme to forfattere, som skrev Jan-bøgerne: Carlo Andersen og Knud Meister. Bøger til piger skulle helst se ud til at være skrevet af en kvindelig forfatter. Også Hanne-, Susy- og Pernille-bøgerne havde i virkeligheden mandlige forfattere.
- Til gengæld var de populære Davy Crockett-bøger skrevet af Karen Brunés og ikke af den mandlige forfatter med det amerikansk-klingende navn Tom Hill, som stod på de bøgers titelblad…
- For at sondre mellem forskellige dele af deres arbejde: Søren Kierkegaard skrev mange værker under pseudonym. Fx Enten-Eller (af Victor Eremita) og Gjentagelsen (af Constantin Constantinus) [1]
- For at historiens fortæller og værkets forfatter kan blive en og samme person og antyde, at der er tale om en selvbiografi.
- At tage navnet for at udtrykke beundring for en kendt person (eller at få større opmærksomhed for sine værker). Det kaldes pseudepigrafi.
- For at beskytte sig selv mod repressalier. Flere muslimske forfattere har skrevet under pseudonymet Ibn Warraq.

Da rockgruppen Beatles var gået i opløsning, indspillede og producerede John Lennon under 15 forskellige pseudonymer som Long John, Musketeer Gripweed, Dr. Winston O'Reggae, Joel Nohnn og Dad.